# Tournoi de tennis de New Haven
Pour les articles homonymes, voir New Haven (homonymie).
Le tournoi de New Haven (Connecticut, États-Unis) était un tournoi de tennis professionnel féminin (WTA) organisé chaque année, en août, sur dur et en extérieur, entre l'année 1998 (succédant à l'US Hardcourt au calendrier) et l'année 2018. Il faisait partie des US Open Series. Il était en catégorie WTA Premier depuis 2008. En 2019, le tournoi est abandonné par manque de fonds et la place vacante en WTA Premier est prise par le Tournoi de tennis de Zhengzhou. Il est remplacé par le tournoi du Bronx, classé en WTA International. Il revient tout de même sous forme d'un tournoi classé en WTA 125.
Avec quatre succès consécutifs de 1999 à 2002, Venus Williams détient le record de titres en simple avec Caroline Wozniacki de 2008 à 2011. Lindsay Davenport, quant à elle a disputé le plus de finales : six, mais en a gagné une seule, en 2005 contre Amélie Mauresmo.
Le tournoi masculin (ATP) s'est déroulé de 1990 à 1998 et de 2005 à 2010 en succession du tournoi de Stratton Mountain avant son installation à Winston-Salem.

## Palmarès dames

### Simple
| No | Date       | Nom et lieu du tournoi                             | Catégorie | Dotation  | Surface    | Vainqueure             | Finaliste             | Score          |         |
| -- | ---------- | -------------------------------------------------- | --------- | --------- | ---------- | ---------------------- | --------------------- | -------------- | ------- |
| 1  | 24-08-1998 | Pilot Pen International, New Haven                 | Tier II   | 450 000 $ | Dur (ext.) | Steffi Graf            | Jana Novotná          | 6-4, 6-1       | Tableau |
| 2  | 23-08-1999 | Pilot Pen, New Haven                               | Tier II   | 520 000 $ | Dur (ext.) | Venus Williams         | Lindsay Davenport     | 6-2, 7-5       | Tableau |
| 3  | 21-08-2000 | Pilot Pen Tennis, New Haven                        | Tier II   | 535 000 $ | Dur (ext.) | Venus Williams         | Monica Seles          | 6-2, 6-4       | Tableau |
| 4  | 20-08-2001 | Pilot Pen Tennis, New Haven                        | Tier II   | 565 000 $ | Dur (ext.) | Venus Williams         | Lindsay Davenport     | 7-66, 6-4      | Tableau |
| 5  | 19-08-2002 | Pilot Pen Tennis, New Haven                        | Tier II   | 585 000 $ | Dur (ext.) | Venus Williams         | Lindsay Davenport     | 7-5, 6-0       | Tableau |
| 6  | 18-08-2003 | Pilot Pen Tennis by Michelob, New Haven            | Tier II   | 625 000 $ | Dur (ext.) | Jennifer Capriati      | Lindsay Davenport     | 6-2, 4-0, ab.  | Tableau |
| 7  | 23-08-2004 | Pilot Pen Tennis by Michelob, New Haven            | Tier II   | 585 000 $ | Dur (ext.) | Elena Bovina           | Nathalie Dechy        | 6-2, 2-6, 7-5  | Tableau |
| 8  | 22-08-2005 | Pilot Pen Tennis, New Haven                        | Tier II   | 600 000 $ | Dur (ext.) | Lindsay Davenport      | Amélie Mauresmo       | 6-4, 6-4       | Tableau |
| 9  | 22-08-2006 | Pilot Pen Tennis, New Haven                        | Tier II   | 600 000 $ | Dur (ext.) | Justine Henin Hardenne | Lindsay Davenport     | 6-0, 1-0, ab.  | Tableau |
| 10 | 20-08-2007 | Pilot Pen Tennis by Schick, New Haven              | Tier II   | 600 000 $ | Dur (ext.) | Svetlana Kuznetsova    | Ágnes Szávay          | 4-6, 3-0, ab.  | Tableau |
| 11 | 17-08-2008 | Pilot Pen Tennis by Schick, New Haven              | Tier II   | 600 000 $ | Dur (ext.) | Caroline Wozniacki     | Anna Chakvetadze      | 3-6, 6-4, 6-1  | Tableau |
| 12 | 24-08-2009 | Pilot Pen Tennis by Schick, New Haven              | Premier   | 600 000 $ | Dur (ext.) | Caroline Wozniacki     | Elena Vesnina         | 6-2, 6-4       | Tableau |
| 13 | 23-08-2010 | Pilot Pen Tennis at Yale, New Haven                | Premier   | 600 000 $ | Dur (ext.) | Caroline Wozniacki     | Nadia Petrova         | 6-3, 3-6, 6-3  | Tableau |
| 14 | 22-08-2011 | New Haven Open at Yale, New Haven                  | Premier   | 618 000 $ | Dur (ext.) | Caroline Wozniacki     | Petra Cetkovská       | 6-4, 6-1       | Tableau |
| 15 | 19-08-2012 | New Haven Open at Yale, New Haven                  | Premier   | 637 000 $ | Dur (ext.) | Petra Kvitová          | Maria Kirilenko       | 7-69, 7-5      | Tableau |
| 16 | 18-08-2013 | New Haven Open at Yale, New Haven                  | Premier   | 690 000 $ | Dur (ext.) | Simona Halep           | Petra Kvitová         | 6-2, 6-2       | Tableau |
| 17 | 18-08-2014 | Connecticut Open, New Haven                        | Premier   | 710 000 $ | Dur (ext.) | Petra Kvitová          | Magdaléna Rybáriková  | 6-4, 6-2       | Tableau |
| 18 | 23-08-2015 | Connecticut Open by United Technologies, New Haven | Premier   | 689 063 $ | Dur (ext.) | Petra Kvitová          | Lucie Šafářová        | 6-76, 6-2, 6-2 | Tableau |
| 19 | 21-08-2016 | Connecticut Open by United Technologies, New Haven | Premier   | 695 900 $ | Dur (ext.) | Agnieszka Radwańska    | Elina Svitolina       | 6-1, 7-63      | Tableau |
| 20 | 20-08-2017 | Connecticut Open by United Technologies, New Haven | Premier   | 710 900 $ | Dur (ext.) | Daria Gavrilova        | Dominika Cibulková    | 4-6, 6-3, 6-4  | Tableau |
| 21 | 20-08-2018 | Connecticut Open, New Haven                        | Premier   | 710 900 $ | Dur (ext.) | Aryna Sabalenka        | Carla Suárez Navarro  | 6-1, 6-4       | Tableau |
| 22 | 02-09-2019 | Oracle Challenger Series, New Haven                | WTA 125   | 150 000 $ | Dur (ext.) | Anna Blinkova          | Usue Maitane Arconada | 6-4, 6-2       | Tableau |

### Double
| No | Date       | Nom et lieu du tournoi                            | Catégorie | Dotation  | Surface    | Vainqueures                                | Finalistes                                | Score             |         |
| -- | ---------- | ------------------------------------------------- | --------- | --------- | ---------- | ------------------------------------------ | ----------------------------------------- | ----------------- | ------- |
| 1  | 24-08-1998 | Pilot Pen International New Haven                 | Tier II   | 450 000 $ | Dur (ext.) | Alexandra Fusai Nathalie Tauziat           | Mariaan de Swardt Jana Novotná            | 6-1, 6-0          | Tableau |
| 2  | 23-08-1999 | Pilot Pen New Haven                               | Tier II   | 520 000 $ | Dur (ext.) | Lisa Raymond Rennae Stubbs                 | Elena Likhovtseva Jana Novotná            | 7-6, 6-2          | Tableau |
| 3  | 21-08-2000 | Pilot Pen Tennis New Haven                        | Tier II   | 535 000 $ | Dur (ext.) | Julie Halard Ai Sugiyama                   | Virginia Ruano Pascual Paola Suárez       | 6-4, 5-7, 6-2     | Tableau |
| 4  | 20-08-2001 | Pilot Pen Tennis New Haven                        | Tier II   | 565 000 $ | Dur (ext.) | Cara Black Elena Likhovtseva               | Jelena Dokić Nadia Petrova                | 6-0, 3-6, 6-2     | Tableau |
| 5  | 19-08-2002 | Pilot Pen Tennis New Haven                        | Tier II   | 585 000 $ | Dur (ext.) | Daniela Hantuchová Arantxa Sánchez         | Tathiana Garbin Janette Husárová          | 6-3, 1-6, 7-5     | Tableau |
| 6  | 18-08-2003 | Pilot Pen Tennis by Michelob New Haven            | Tier II   | 625 000 $ | Dur (ext.) | Virginia Ruano Pascual Paola Suárez        | Alicia Molik Magüi Serna                  | 7-66, 6-3         | Tableau |
| 7  | 23-08-2004 | Pilot Pen Tennis by Michelob New Haven            | Tier II   | 585 000 $ | Dur (ext.) | Nadia Petrova Meghann Shaughnessy          | Martina Navrátilová Lisa Raymond          | 6-1, 1-6, 7-64    | Tableau |
| 8  | 22-08-2005 | Pilot Pen Tennis New Haven                        | Tier II   | 600 000 $ | Dur (ext.) | Lisa Raymond Samantha Stosur               | Gisela Dulko Maria Kirilenko              | 6-2, 6-76, 6-1    | Tableau |
| 9  | 22-08-2006 | Pilot Pen Tennis New Haven                        | Tier II   | 600 000 $ | Dur (ext.) | Yan Zi Zheng Jie                           | Lisa Raymond Samantha Stosur              | 6-4, 6-2          | Tableau |
| 10 | 20-08-2007 | Pilot Pen Tennis by Schick New Haven              | Tier II   | 600 000 $ | Dur (ext.) | Sania Mirza Mara Santangelo                | Cara Black Liezel Huber                   | 6-1, 6-2          | Tableau |
| 11 | 17-08-2008 | Pilot Pen Tennis by Schick New Haven              | Tier II   | 600 000 $ | Dur (ext.) | Květa Peschke Lisa Raymond                 | Sorana Cîrstea Monica Niculescu           | 4-6, 7-5, [10-7]  | Tableau |
| 12 | 24-08-2009 | Pilot Pen Tennis by Schick New Haven              | Premier   | 600 000 $ | Dur (ext.) | Nuria Llagostera Vives María José Martínez | Iveta Benešová Lucie Hradecká             | 6-2, 7-5          | Tableau |
| 13 | 23-08-2010 | Pilot Pen Tennis at Yale New Haven                | Premier   | 600 000 $ | Dur (ext.) | Květa Peschke Katarina Srebotnik           | Bethanie Mattek-Sands Meghann Shaughnessy | 7-5, 6-0          | Tableau |
| 14 | 22-08-2011 | New Haven Open at Yale New Haven                  | Premier   | 618 000 $ | Dur (ext.) | Chuang Chia-jung Olga Govortsova           | Sara Errani Roberta Vinci                 | 7-5, 6-2          | Tableau |
| 15 | 19-08-2012 | New Haven Open at Yale New Haven                  | Premier   | 637 000 $ | Dur (ext.) | Liezel Huber Lisa Raymond                  | Andrea Hlaváčková Lucie Hradecká          | 4-6, 6-0, [10-4]  | Tableau |
| 16 | 18-08-2013 | New Haven Open at Yale New Haven                  | Premier   | 690 000 $ | Dur (ext.) | Sania Mirza Zheng Jie                      | Anabel Medina Katarina Srebotnik          | 6-3, 6-4          | Tableau |
| 17 | 18-08-2014 | Connecticut Open New Haven                        | Premier   | 710 000 $ | Dur (ext.) | Andreja Klepač Sílvia Soler Espinosa       | Marina Erakovic Arantxa Parra Santonja    | 7-5, 4-6, [10-7]  | Tableau |
| 18 | 23-08-2015 | Connecticut Open by United Technologies New Haven | Premier   | 689 063 $ | Dur (ext.) | Julia Görges Lucie Hradecká                | Chuang Chia-jung Liang Chen               | 6-3, 6-1          | Tableau |
| 19 | 21-08-2016 | Connecticut Open by United Technologies New Haven | Premier   | 695 900 $ | Dur (ext.) | Sania Mirza Monica Niculescu               | Kateryna Bondarenko Chuang Chia-jung      | 7-5, 6-4          | Tableau |
| 20 | 20-08-2017 | Connecticut Open by United Technologies New Haven | Premier   | 710 900 $ | Dur (ext.) | Gabriela Dabrowski Xu Yifan                | Ashleigh Barty Casey Dellacqua            | 3-6, 6-3, [10-8]  | Tableau |
| 21 | 20-08-2018 | Connecticut Open New Haven                        | Premier   | 710 900 $ | Dur (ext.) | Andrea S. Hlaváčková Barbora Strýcová      | Hsieh Su-wei Laura Siegemund              | 6-4, 67-7, [10-4] | Tableau |
| 22 | 02-09-2019 | Oracle Challenger Series New Haven                | WTA 125   | 150 000 $ | Dur (ext.) | Anna Blinkova Oksana Kalashnikova          | Usue Maitane Arconada Jamie Loeb          | 6-2, 4-6, [10-4]  | Tableau |

## Palmarès messieurs

### Simple
| No  | Date       | Nom et lieu du tournoi                        | Catégorie           | Dotation       | Surface        | Vainqueur           | Finaliste          | Score          |                |
| --- | ---------- | --------------------------------------------- | ------------------- | -------------- | -------------- | ------------------- | ------------------ | -------------- | -------------- |
| 1   | 13-08-1990 | Volvo International, New Haven                | Championship Series | 825 000 $      | Dur (ext.)     | Derrick Rostagno    | Todd Woodbridge    | 6-3, 6-3       |                |
| 2   | 12-08-1991 | Volvo International, New Haven                | Championship Series | 825 000 $      | Dur (ext.)     | Petr Korda          | Goran Ivanišević   | 6-4, 6-2       |                |
| 3   | 17-08-1992 | Volvo International, New Haven                | Championship Series | 865 000 $      | Dur (ext.)     | Stefan Edberg       | MaliVai Washington | 7-64, 6-1      |                |
| 4   | 16-08-1993 | Volvo International, New Haven                | Championship Series | 915 000 $      | Dur (ext.)     | Andreï Medvedev     | Petr Korda         | 7-5, 6-4       |                |
| 5   | 15-08-1994 | Volvo International, New Haven                | Championship Series | 915 000 $      | Dur (ext.)     | Boris Becker        | Marc Rosset        | 6-3, 7-5       |                |
| 6   | 14-08-1995 | Volvo International, New Haven                | Championship Series | 915 000 $      | Dur (ext.)     | Andre Agassi        | Richard Krajicek   | 3-6, 7-62, 6-3 |                |
| 7   | 12-08-1996 | Pilot Pen International, New Haven            | Championship Series | 915 000 $      | Dur (ext.)     | Alex O'Brien        | Jan Siemerink      | 7-66, 6-4      |                |
| 8   | 11-08-1997 | Pilot Pen International, New Haven            | Championship Series | 915 000 $      | Dur (ext.)     | Ievgueni Kafelnikov | Patrick Rafter     | 7-64, 6-4      |                |
| 9   | 17-08-1998 | Pilot Pen International, New Haven            | Series Gold         | 745 000 $      | Dur (ext.)     | Karol Kučera        | Goran Ivanišević   | 6-4, 5-7, 6-2  |                |
|     | 1999-2004  | Pas de tournoi                                | Pas de tournoi      | Pas de tournoi | Pas de tournoi | Pas de tournoi      | Pas de tournoi     | Pas de tournoi | Pas de tournoi |
| 10  | 22-08-2005 | Pilot Pen Tennis by Michelob Ultra, New Haven | Int' Series         | 650 000 $      | Dur (ext.)     | James Blake         | Feliciano López    | 3-6, 7-5, 6-1  | Tableau        |
| 11  | 21-08-2006 | Pilot Pen Tennis by Michelob Ultra, New Haven | Int' Series         | 650 000 $      | Dur (ext.)     | Nikolay Davydenko   | Agustín Calleri    | 6-4, 6-3       | Tableau        |
| 12  | 20-08-2007 | Pilot Pen Tennis by Schick, New Haven         | Int' Series         | 650 000 $      | Dur (ext.)     | James Blake         | Mardy Fish         | 7-5, 6-4       | Tableau        |
| 13  | 18-08-2008 | Pilot Pen Tennis by Schick, New Haven         | Int' Series         | 683 000 $      | Dur (ext.)     | Marin Čilić         | Mardy Fish         | 6-4, 4-6, 6-2  | Tableau        |
| 14  | 24-08-2009 | Pilot Pen Tennis by Schick, New Haven         | ATP 250             | 663 750 $      | Dur (ext.)     | Fernando Verdasco   | Sam Querrey        | 6-4, 7-66      | Tableau        |
| 15  | 23-08-2010 | Pilot Pen Tennis at Yale, New Haven           | ATP 250             | 663 750 $      | Dur (ext.)     | Serhiy Stakhovsky   | Denis Istomin      | 3-6, 6-3, 6-4  | Tableau        |
|     | 2011-2018  | Pas de tournoi                                | Pas de tournoi      | Pas de tournoi | Pas de tournoi | Pas de tournoi      | Pas de tournoi     | Pas de tournoi | Pas de tournoi |
| (i) | 02-09-2019 | Oracle Challenger Series New Haven, New Haven | Challenger          | 162 480 $      | Dur (ext.)     | Tommy Paul          | Marcos Giron       | 6-3, 6-3       |                |

### Double
| No  | Date       | Nom et lieu du tournoi                        | Catégorie           | Dotation       | Surface        | Vainqueurs                        | Finalistes                           | Score          |                |
| --- | ---------- | --------------------------------------------- | ------------------- | -------------- | -------------- | --------------------------------- | ------------------------------------ | -------------- | -------------- |
| 1   | 13-08-1990 | Volvo International, New Haven                | Championship Series | 825 000 $      | Dur (ext.)     | Jeff Brown Scott Melville         | Goran Ivanišević Petr Korda          | 2-6, 7-5, 6-0  |                |
| 2   | 12-08-1991 | Volvo International, New Haven                | Championship Series | 825 000 $      | Dur (ext.)     | Petr Korda Wally Masur            | Jeff Brown Scott Melville            | 7-5, 6-3       |                |
| 3   | 17-08-1992 | Volvo International, New Haven                | Championship Series | 865 000 $      | Dur (ext.)     | Kelly Jones Rick Leach            | Patrick McEnroe Jared Palmer         | 7-6, 6-7, 6-2  |                |
| 4   | 16-08-1993 | Volvo International, New Haven                | Championship Series | 915 000 $      | Dur (ext.)     | Cyril Suk Daniel Vacek            | Steve DeVries David Macpherson       | 6-3, 7-6       |                |
| 5   | 15-08-1994 | Volvo International, New Haven                | Championship Series | 915 000 $      | Dur (ext.)     | Grant Connell Patrick Galbraith   | Jacco Eltingh Paul Haarhuis          | 6-4, 7-6       |                |
| 6   | 14-08-1995 | Volvo International, New Haven                | Championship Series | 915 000 $      | Dur (ext.)     | Rick Leach Scott Melville         | Leander Paes Nicolás Pereira         | 7-6, 6-4       |                |
| 7   | 12-08-1996 | Pilot Pen International, New Haven            | Championship Series | 915 000 $      | Dur (ext.)     | Byron Black Grant Connell         | Jonas Björkman Nicklas Kulti         | 6-4, 6-4       |                |
| 8   | 11-08-1997 | Pilot Pen International, New Haven            | Championship Series | 915 000 $      | Dur (ext.)     | Mahesh Bhupathi Leander Paes      | Sébastien Lareau Alex O'Brien        | 6-4, 6-7, 6-2  |                |
| 9   | 17-08-1998 | Pilot Pen International, New Haven            | Series Gold         | 745 000 $      | Dur (ext.)     | Wayne Arthurs Peter Tramacchi     | Sébastien Lareau Alex O'Brien        | 7-6, 1-6, 6-3  |                |
|     | 1999-2004  | Pas de tournoi                                | Pas de tournoi      | Pas de tournoi | Pas de tournoi | Pas de tournoi                    | Pas de tournoi                       | Pas de tournoi | Pas de tournoi |
| 10  | 22-08-2005 | Pilot Pen Tennis by Michelob Ultra, New Haven | Int' Series         | 650 000 $      | Dur (ext.)     | Gastón Etlis Martín Rodríguez     | Rajeev Ram Bobby Reynolds            | 6-4, 6-3       | Tableau        |
| 11  | 21-08-2006 | Pilot Pen Tennis by Michelob Ultra, New Haven | Int' Series         | 650 000 $      | Dur (ext.)     | Jonathan Erlich Andy Ram          | Mariusz Fyrstenberg Marcin Matkowski | 6-3, 6-3       | Tableau        |
| 12  | 20-08-2007 | Pilot Pen Tennis by Schick, New Haven         | Int' Series         | 650 000 $      | Dur (ext.)     | Mahesh Bhupathi Nenad Zimonjić    | Mariusz Fyrstenberg Marcin Matkowski | 6-3, 6-3       | Tableau        |
| 13  | 18-08-2008 | Pilot Pen Tennis by Schick, New Haven         | Int' Series         | 683 000 $      | Dur (ext.)     | Marcelo Melo André Sá             | Mahesh Bhupathi Mark Knowles         | 7-5, 6-2       | Tableau        |
| 14  | 24-08-2009 | Pilot Pen Tennis by Schick, New Haven         | ATP 250             | 663 750 $      | Dur (ext.)     | Julian Knowle Jürgen Melzer       | Bruno Soares Kevin Ullyett           | 6-4, 7-63      | Tableau        |
| 15  | 23-08-2010 | Pilot Pen Tennis at Yale, New Haven           | ATP 250             | 663 750 $      | Dur (ext.)     | Robert Lindstedt Horia Tecău      | Rohan Bopanna Aisam-Ul-Haq Qureshi   | 6-4, 7-5       | Tableau        |
|     | 2011-2018  | Pas de tournoi                                | Pas de tournoi      | Pas de tournoi | Pas de tournoi | Pas de tournoi                    | Pas de tournoi                       | Pas de tournoi | Pas de tournoi |
| (i) | 02-09-2019 | Oracle Challenger Series New Haven, New Haven | Challenger          | 162 480 $      | Dur (ext.)     | Robert Galloway Nathaniel Lammons | Sander Gillé Joran Vliegen           | 7-5, 6-4       |                |